# 김태오 (뮤지컬 배우)
김태오(1992년 8월 5일 ~)는 대한민국의 뮤지컬 배우, 가수다. 2016년 뮤지컬 '담배가게 아가씨'로 데뷔했다.

## 방송
- 팬텀싱어 1 (2016) - Top32(30위)
- 신병 (2022) - 김정현 역

## 음반
- 롹스타 (ROCK STAR) (2019)

## CF
- 위하여 골드 (2019)